# Méliphage flavescent
Ptilotula flavescens
Espèce
Synonymes
- Lichenostomus flavescens

Statut de conservation UICN

 LC  : Préoccupation mineure
Le Méliphage flavescent (Ptilotula flavescens) est une espèce de passereaux de la famille des Meliphagidae.

## Répartition
Il est répandu à travers le nord de l'Australie ainsi qu'une aire restreinte du sud-est de la Nouvelle-Guinée.

## Habitat
Il habite les forêts humides de basse altitude et les mangroves tropicales et subtropicales.

## Taxinomie
À la suite des travaux phylogéniques de Nyári et Joseph (2011), cette espèce est déplacée du genre Lichenostomus vers le genre Ptilotula par le Congrès ornithologique international dans sa classification de référence version 3.4 (2013).

### Sous-espèces
Cette espèce est réparti en trois sous-espèces suivantes :
- Ptilotula flavescens flavescens (Gould) 1840 — sud-est de la Nouvelle-Guinée et nord de l'Australie ;
- Ptilotula flavescens melvillensis (Mathews) 1912 — îles Tiwi.